# 德羅安鎮區 (阿肯色州亨普斯特德縣)
德羅安鎮區（英語：De Roan Township）是位於美國阿肯色州亨普斯特德縣的一個行政鎮區。

## 地方資料
德羅安鎮區的面積為233.51平方千米，當中陸地面積為232.28平方千米，而水域面積為1.23平方千米。根據2010年美國人口普查的數據，當地共有人口13506人，而人口密度為每平方千米57.84人。